# 웰컴 투 시월드
《웰컴 투 시월드》은 대한민국의 채널A의 예능 프로그램이다. 스타 시어머니와 며느리들이 대화를 통해 고부갈등을 풀어가는 프로그램이다.